# Livarot-Pays-d'Auge
Livarot-Pays-d'Auge es una comuna nueva francesa situada en el departamento de Calvados, de la región de Normandía.

## Historia
Fue creada el 1 de enero de 2016, en aplicación de una resolución del prefecto de Calvados de 24 de diciembre de 2015 con la unión de las comunas de Auquainville, Bellou, Cerqueux, Cheffreville-Tonnencourt, Familly, Fervaques, Heurtevent, La Croupte, Le Mesnil-Bacley, Le Mesnil-Durand, Le Mesnil-Germain, Les Autels-Saint-Bazile, Les Moutiers-Hubert, Livarot, Meulles, Notre-Dame-de-Courson, Préaux-Saint-Sébastien, Sainte-Marguerite-des-Loges, Saint-Martin-du-Mesnil-Oury, Saint-Michel-de-Livet, Saint-Ouen-le-Houx y Tortisambert, pasando a estar el ayuntamiento en la antigua comuna de Livarot.

## Demografía
| Gráfica de evolución demográfica de Livarot-Pays-d'Auge entre 1800 y 2013 |
|                                                                           |

Los datos entre 1800 y 2013 son el resultado de sumar los parciales de las veintidós comunas que forman la nueva comuna de Livarot-Pays-d'Auge, cuyos datos se han cogido de 1800 a 1999, para las comunas de Auquainville, Bellou, Cerqueux, Cheffreville-Tonnencourt, Familly, Fervaques, Heurtevent, La Croupte, Le Mesnil-Bacley, Le Mesnil-Durand, Le Mesnil-Germain, Les Autels-Saint-Bazile, Les Moutiers-Hubert, Livarot, Meulles, Notre-Dame-de-Courson, Préaux-Saint-Sébastien, Sainte-Marguerite-des-Loges, Saint-Martin-du-Mesnil-Oury, Saint-Michel-de-Livet, Saint-Ouen-le-Houx y Tortisambert de la página francesa EHESS/Cassini. Los demás datos se han cogido de la página del INSEE.

## Composición
| Comuna delegada             | Código INSEE | Población (2013) | Superficie (km²) | Densidad (hab./km²) |
| --------------------------- | ------------ | ---------------- | ---------------- | ------------------- |
| Auquainville                | 14028        | 311              | 9.56             | 33                  |
| Bellou                      | 14058        | 147              | 7.39             | 20                  |
| Cerqueux                    | 14148        | 97               | 5.66             | 17                  |
| Cheffreville-Tonnencourt    | 14155        | 291              | 7.72             | 38                  |
| Familly                     | 14259        | 117              | 10.71            | 11                  |
| Fervaques                   | 14265        | 670              | 10.67            | 63                  |
| Heurtevent                  | 14330        | 205              | 5.86             | 35                  |
| La Croupte                  | 14210        | 134              | 3.45             | 39                  |
| Le Mesnil-Bacley            | 14414        | 210              | 4.47             | 47                  |
| Le Mesnil-Durand            | 14418        | 302              | 9.86             | 31                  |
| Le Mesnil-Germain           | 14420        | 274              | 8.67             | 32                  |
| Les Autels-Saint-Bazile     | 14029        | 50               | 5.53             | 9                   |
| Les Moutiers-Hubert         | 14459        | 46               | 8.13             | 6                   |
| Livarot                     | 14371        | 2140             | 12.09            | 33                  |
| Meulles                     | 14429        | 386              | 16.29            | 24                  |
| Notre-Dame-de-Courson       | 14471        | 433              | 19.40            | 22                  |
| Préaux-Saint-Sébastien      | 14518        | 38               | 3.72             | 10                  |
| Sainte-Marguerite-des-Loges | 14619        | 183              | 4.78             | 23                  |
| Saint-Martin-du-Mesnil-Oury | 14633        | 108              | 4.78             | 23                  |
| Saint-Michel-de-Livet       | 14634        | 185              | 4.74             | 39                  |
| Saint-Ouen-le-Houx          | 14638        | 85               | 5.21             | 16                  |
| Tortisambert                | 14696        | 140              | 6.07             | 23                  |